# Зоря (Баштанський район)
Зоря́ — село в Україні, у Володимирівській сільській громаді Баштанського району Миколаївської області. Населення становить 46 осіб.